# هنريكي بيريس
هنريكي بيريس هو لاعب كرة قدم برتغالي، ولد في 8 أبريل 2002 في البرتغال.